# یاماتو (فیلم)
یاماتو (انگلیسی: Yamato) فیلمی ژاپنی در ژانر جنگی به کارگردانی جونیا ساتو است که در سال ۲۰۰۵ منتشر شد. این فیلم بر اساس کتابی نوشته جون هنمی ساخته شده است. این فیلم یک موفقیت تجاری در بازار ژاپن بود و رکورد ۵٫۱۱ میلیارد ین را در گیشه داخلی بدست آورد.

## بازیگران
- تاکاشی سوریماچی
- ناکامورا شیدو
- یو آئوی
- کنیچی ماتسویاما
- کیوکا سوزوکی
- تتسویا واتاری
- ایجی اوکودا
- تاتسویا ناکادای
- سوسوکه ایکه‌ماتسو